# Calendulauda burra
Calendulauda burra là một loài chim trong họ Alaudidae.